# 부산해사고등학교
부산해사고등학교(釜山海事高等學校)는 대한민국 부산광역시 영도구 동삼동에 있는 국립 고등학교이다.

## 학교 연혁
- 1977년 8월 30일 : 국립한국선원학교 설립인가(대통령령 8672호 항해 60명, 기관 60명)
- 1978년 3월 3일 : 초대 노상업 교장 취임
- 1978년 3월 27일 : 개교 및 입학식
- 1979년 6월 20일 : 부산선원학교로 교명 변경(운항과 6학급 증설, 79.04.11 국립학교 설치령 개정령에 의함)
- 1983년 8월 18일 : 학칙 변경으로 3년제 각종 학교로 인가(운항과 12학급)
- 1993년 3월 3일 : 부산해사고등학교로 교명 변경(정규 실업계 고등학교로 됨) (운항과 6학급, 항해과 9학급, 동력기계과 9학급 전체 24학급 1,176명 대통령령 제13,859호 국립학교설치령 개정령에 의함)
- 2001년 3월 1일 : 학칙 변경(항해과 12학급, 동력기계과 12학급 전체 24힉급)
- 2002년 12월 27일 : 학교 이전 신축 교사 기공식
- 2007년 2월 5일 : 청학동 교사에서 동삼동 신축교사로 이전
- 2010년 11월 25일 : 해양분야 마이스터고 지정(교육과학기술부 제3차)
- 2011년 9월 29일 : 학칙변경으로 동력기계과를 기관과로 변경
- 2012년 3월 2일 : 마이스터 1기 신입생 160명 입학
- 2017년 4월 21일 : 여학생 기숙사 준공식
- 2023년 3월 1일 : 제13대 김범수 교장 취임
- 2024년 1월 19일 : 제44회 졸업식(137명) (졸업생 총수 8,945명)
- 2024년 3월 4일 : 2024학년도 입학(마이스터 13기 신입생 128명)

## 설치 학과
- 항해과
- 기관과

## 참고 자료
- 부산해사고등학교 - 한국교육학술정보원 학교알리미